# Castle (serie televisiva)
Castle è una serie televisiva statunitense trasmessa da ABC dal 2009 al 2016.
Creata da Andrew W. Marlowe, la serie è interpretata da Nathan Fillion e Stana Katic, e narra le vicende di Richard Castle, un famoso scrittore di romanzi gialli che collabora alle indagini della detective di polizia Kate Beckett.
In Italia è trasmessa in prima visione satellitare dai canali di Fox Italia dal 16 ottobre 2009 (con il titolo Castle - Detective tra le righe per le prime due stagioni, poi con il titolo originale Castle), e successivamente in chiaro da Rai 2 dal 10 gennaio 2010 (con il solo titolo originale).

## Trama
(Introduzione di Rick Castle agli episodi della seconda stagione della serie)
New York. Richard Castle, famoso e acclamato scrittore di libri gialli, viene contattato dal New York City Police Department per aiutare la detective della Squadra Omicidi Kate Beckett a risolvere un caso che sembra copiato dalla trama di un suo romanzo. Collaborando, i due riescono a risolvere l'omicidio e, galvanizzato dall'esperienza, Castle (che si è trovato costretto a chiudere con Derrick Storm, uno dei suoi personaggi più riusciti ed è quindi in cerca di nuove ispirazioni) ha l'idea di chiedere all'amico sindaco il permesso di affiancare la detective Beckett in pianta stabile come consulente della polizia e di seguire i suoi casi, rendendosi spesso decisivo per la loro soluzione.
La collaborazione forzata tra i due non è delle più tranquille: Castle è una persona fuori dagli schemi ed entusiasta di questa nuova esperienza lavorativa, mentre Kate è una donna più tranquilla e riservata che intraprese anni prima la carriera di poliziotta per risolvere l'omicidio della madre, rimasto ancora insoluto. Allo stesso tempo, Castle decide di prendere a modello proprio la detective per creare la nuova protagonista dei suoi romanzi, Nikki Heat. Con il tempo, Castle e Kate diventano amici e, pur negando reciprocamente l'argomento, la loro relazione è sempre sul punto di sfociare in qualcosa di più profondo.

## Episodi
| Stagione         | Episodi | Prima TV originale | Prima TV Italia |
| ---------------- | ------- | ------------------ | --------------- |
| Prima stagione   | 10      | 2009               | 2009            |
| Seconda stagione | 24      | 2009-2010          | 2010            |
| Terza stagione   | 24      | 2010-2011          | 2011            |
| Quarta stagione  | 23      | 2011-2012          | 2011-2012       |
| Quinta stagione  | 24      | 2012-2013          | 2012-2013       |
| Sesta stagione   | 23      | 2013-2014          | 2014            |
| Settima stagione | 23      | 2014-2015          | 2015            |
| Ottava stagione  | 22      | 2015-2016          | 2015-2016       |

## Personaggi e interpreti

### Personaggi principali
- Richard Castle (stagioni 1-8), interpretato da Nathan Fillion, doppiato da Andrea Lavagnino.
È un famoso scrittore di libri thriller e gialli, rispettato e molto amato, che si trova in crisi creativa dopo avere ucciso il suo più famoso personaggio, concludendo così brutalmente la serie di libri che l'ha reso molto ricco e stimato. Contemporaneamente viene chiamato in aiuto del detective Kate Beckett del NYPD per indagare su un serial killer, il quale sembra uccidere le sue vittime con lo stesso modus operandi descritto nei suoi romanzi. Dopo aver aiutato il dipartimento nella caccia all'assassino, Castle chiede e ottiene il permesso di affiancare l'agente Beckett nelle indagini della squadra omicidi, sia per avere nuovi spunti narrativi sia per mettere a disposizione e sfruttare le sue capacità e conoscenze intellettuali. Fin dall'inizio, mostra di possedere una grande indole da detective: è intuitivo, intelligente, deciso, determinato e intraprendente, molto attento ad ogni singolo dettaglio sulla scena del crimine e su ciò che raccontano e fanno i sospettati, entrando in empatia con tutti coloro che sono coinvolti e cercando di comprenderne fino in fondo le loro vite, i caratteri e le personalità; grazie anche alla sua immensa vena creativa, formula inoltre ipotesi e teorie che spesso risultano corrette e utili alle indagini su come siano andati realmente i fatti antecedenti alle morti delle vittime. Possiede un'ottima preparazione in medicina forense, psicopatologia criminale e procedure di polizia (utili per le sue storie); prima di scrivere i suoi libri ha inoltre intervistato molti criminali e serial killer e ha conoscenze negli strati sociali più disparati, da un mafioso fan dei suoi libri al sindaco, fino ad agenti della CIA. Nonostante il suo carattere particolarmente eccentrico, spontaneo e a volte stravagante, sfrontato e provocante, è un uomo di buon cuore, onesto e compassionevole che tiene sinceramente al benessere del prossimo. Padre premuroso e attento nei confronti della figlia Alexis e molto legato alla madre Martha, stringe un forte legame di amicizia con gli agenti Esposito e Ryan, oltre a un rapporto molto intenso e profondo con Kate, della quale alla fine si scopre follemente innamorato, ricambiato. Dopo travagliate difficoltà, ostacoli ed esitazioni, lui e Kate riescono a coronare il loro amore sposandosi.
- Kate Beckett (stagioni 1-8), interpretata da Stana Katic, doppiata da Francesca Fiorentini.
È una detective di prima classe del NYPD, con la reputazione di interessarsi solo ai casi più strani. È diventata poliziotto in seguito all'omicidio irrisolto della madre, che lei intende ad ogni costo risolvere, scoprendo la reale causa e trovare i colpevoli per consegnarli alla giustizia in cui lei continua a credere. Più volte infatti, supportata da Castle e dalla sua squadra, riprende le indagini sulla morte della madre. Determinata, coraggiosa, volitiva, testarda e razionale, possiede un forte senso di giustizia e mentre lavora sui casi che le vengono assegnati non si arrende mai, impegnandosi con dedizione per scoprire le verità più complesse, inimmaginabili e nascoste. Appare spesso come una donna dura, distante e indipendente, ma in realtà più volte dimostra di possedere una grande umanità, emotività e sensibilità, assieme ad una non indifferente timidezza ed insicurezza dovuta alla prematura scomparsa della madre. Anche se inizialmente è stata sua l'idea di coinvolgere Castle nelle indagini sul serial killer, successivamente le viene "imposto" di lavorare costantemente con lo scrittore e la loro "convivenza forzata" agli inizi non è delle più facili; con il tempo però tra i due si sviluppa una intesa ed alchimia fuori dal comune che gli permette di collaborare e di formulare perfette teorie sui casi. Il loro legame si sviluppa poi in una sincera e forte amicizia, fino a sfociare in qualcosa di più intimo e profondo; col tempo infatti si innamora profondamente, ricambiata, di Castle e si affeziona alla famiglia di lui. Alla fine, dopo interminabili peripezie, ostacoli e macchinazioni di persone esterne a lei ostili, riesce finalmente a trovare una prova schiacciante e arresta l'uomo responsabile dell'omicidio di sua madre, ponendo fine al suo calvario personale per poi sposarsi con Castle. Durante l'ottava stagione, insieme a Castle e la sua squadra ed altri poliziotti lotta contro un'organizzazione criminale che ha messo una taglia sulla sua testa.
- Javier Esposito (stagioni 1-8), interpretato da Jon Huertas, doppiato da Roberto Certomà.
È un detective della sezione omicidi, al servizio di Beckett, dal carattere tranquillo e posato, ma anche tenace e simpatico. Con il suo partner Kevin Ryan sono ottimi amici di Castle, oltre a supportare Kate per risolvere il caso di sua madre; aiuterà inoltre direttamente Beckett ad affrontare il trauma dovuto ad un attentato l'ha quasi uccisa, raccontandole che anche lui è sopravvissuto ad un'esperienza simile. Prima di entrare in polizia ha servito nelle forze speciali. Diventa in seguito sergente.
- Kevin Ryan (stagioni 1-8), interpretato da Seamus Dever, doppiato da Gabriele Lopez.
È un agente della sezione omicidi, al servizio di Beckett, dal carattere molto buono, impacciato e goffo, allegro e un po' stravagante. Oltre ad essere un poliziotto onesto e determinato, è soprattutto un grandissimo amico di Castle, Beckett ed Esposito; spesso prende come modello Castle per formulare teorie riguardanti i casi su cui lavorano. Rischierà il posto di lavoro quando verrà usata la sua vecchia arma di servizio in un omicidio, ma grazie alla sua tenacia e al supporto dei suoi amici e colleghi riuscirà a scagionarsi dall'accusa. Si sposa in seguito con la sua amata fidanzata Jenny, con cui metterà su famiglia, diventando un amorevole padre di due bellissimi bambini.
- Lanie Parish (stagioni 1-8), interpretata da Tamala Jones, doppiata da Laura Latini (stagioni 1-4) e Roberta De Roberto (stagioni 5-8).
È un eccellente medico patologo del dipartimento di polizia, diligente, acuta e decisamente socievole per il lavoro che svolge. È l'unica vera amica di Kate, la sua confidente e colei che le rimane accanto in ogni occasione. Come molti altri, intuisce quasi subito il legame speciale che nasce col tempo tra Kate e Castle, con il quale va molto d'accordo, e cerca di aiutare l’amica ad aprire gli occhi sui suoi sentimenti per lo scrittore, incoraggiandola a lasciarsi andare e a non avere paura della felicità. Intraprende in seguito una relazione sentimentale con il detective Javier Esposito, fatta di alti e bassi, ma poi i due decidono di lasciarsi pur continuando ad avere un rapporto amicale sul lavoro.
- Roy Montgomery (stagioni 1-3, guest star 6), interpretato da Ruben Santiago-Hudson, doppiato da Roberto Draghetti.
È il capitano della squadra di detective guidata da Beckett e, a differenza di quest'ultima, è favorevole alla presenza di Castle (di cui è buon amico) nelle loro indagini. Coraggioso e determinato, è molto stimato e ben voluto da Kate così come da Castle, Ryan ed Esposito; ad un certo punto si scoprono però oscuri dettagli sul suo passato, legati a diversi e gravi crimini che hanno contribuito all'uccisione di diverse persone, avvenute per volontà di qualcuno che Roy conosce e teme molto. Quando Kate diventa il bersaglio di qualcuno di molto potente che vuole la sua morte, Roy mette prima al sicuro la sua famiglia e poi, per salvare la ragazza e i suoi colleghi della squadra, viene ucciso da dei sicari sacrificandosi al suo posto, dopo averle confessato di essere uno degli uomini coinvolti nella morte della madre. Malgrado questa sua rivelazione che lascia tutti molto scossi, Montgomery verrà sempre ricordato con molto rispetto e anche affetto da Castle, Beckett, Ryan ed Esposito e da tutto il distretto della polizia.
- Alexis Castle (stagioni 1-8), interpretata da Molly Quinn, doppiata da Giulia Tarquini.
È la figlia adolescente di Castle e, al contrario del padre, al quale è profondamente legata e con cui ha un ottimo rapporto, è molto matura e obbediente. Ha una personalità tenace, volitiva e indipendente, ma anche molto buona e affidabile; sembra inoltre più a suo agio tra gli adulti che con i ragazzi della sua età. Appassionata di crimini e misteri, fin dall'inizio dimostra la stessa indole intuitiva e determinata del padre, degna di un poliziotto e di un medico legale; quasi sempre padre e figlia si confrontano tra di loro in merito a casi su cui Castle lavora e molto spesso la ragazza fornisce deduzioni, punti di vista e conclusioni che aiutano il padre a trovare le risposte a domande complesse sugli indiziati e su situazioni che sembrano non avere senso. Si affeziona lentamente a Kate e le due diventano molto amiche; alla fine diventa assistente e socia del padre nell'agenzia investigativa.
- Martha Rodgers (stagioni 1-8), interpretata da Susan Sullivan, doppiata da Lorenza Biella.
È l'eccentrica madre di Castle, un'ex attrice di Broadway in pensione che vive e si atteggia ancora come una ragazzina e che, nonostante l'età, continua ancora a lavorare a teatro, sua passione principale. Vive con il figlio e la nipote Alexis ed è molto legata e affezionata ad entrambi. All'apparenza stravagante ed anticonformista, in più occasioni dimostra molta saggezza e cordialità, incoraggiando il figlio in tutto e supportando la nipote a prendere le scelte migliori, oltre ad essere generosa e materna. Prende fin da subito in simpatia Kate e le due instaurano un rapporto di grande amicizia, che sfocia nel tempo in un legame stretto di madre e figlia.
- Victoria Gates (stagioni 4-7), interpretata da Penny Johnson Jerald, doppiata da Isabella Pasanisi.
È il nuovo capo di Beckett dopo la morte di Montgomery; in precedenza faceva parte della sezione Affari interni. Donna molto forte, risoluta e dura, per il suo carattere è chiamata scherzosamente "Iron Gates". Risulta essere interessata praticamente solo alla propria carriera e non vede di buon occhio la presenza di Castle (che trova inopportuno, pur rispettandolo e stimando il suo intuito) e il suo rapporto con Beckett. Dedita a seguire le regole e i protocolli della questura, mostra spesso di non tollerare l'ostinazione e talvolta la disubbidienza della squadra di Beckett, gestendola a volte con il pugno di ferro per mettere un freno alla loro impulsività ed evitare problemi con i "piani alti", dato che i loro metodi possono risultare ogni tanto poco ortodossi. Nonostante questi attriti, dimostra di tenere sinceramente ai suoi colleghi, aiutandoli e difendendoli con forza quando è necessario, e di possedere una grande saggezza e umanità, guidando al meglio le operazioni di Kate e Castle.
- Hayley Shipton (stagione 8), interpretata da Toks Olagundoye, doppiata da Emanuela Baroni.
Agente della Metropolitan Police Service, che lavora attualmente in una compagnia di agenti di sicurezza. Si definisce uno spirito libero e indipendente.

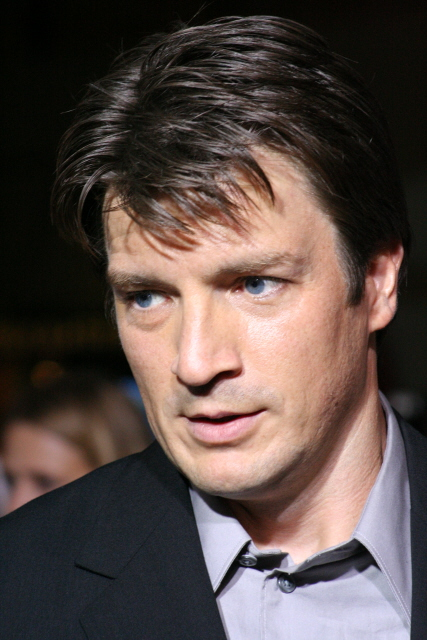
Nathan Fillion interpreta Richard Castle
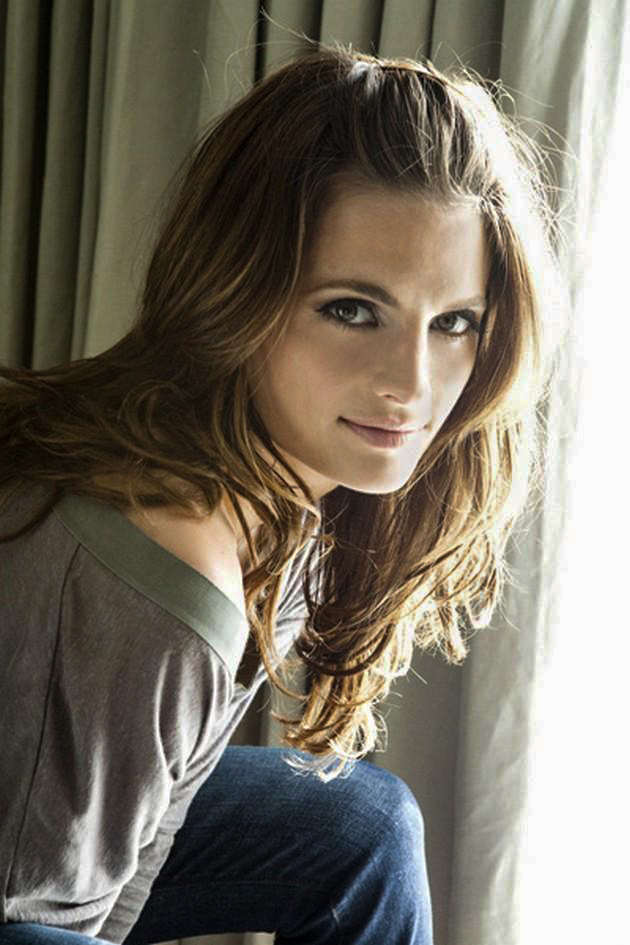
Stana Katic interpreta Kate Beckett
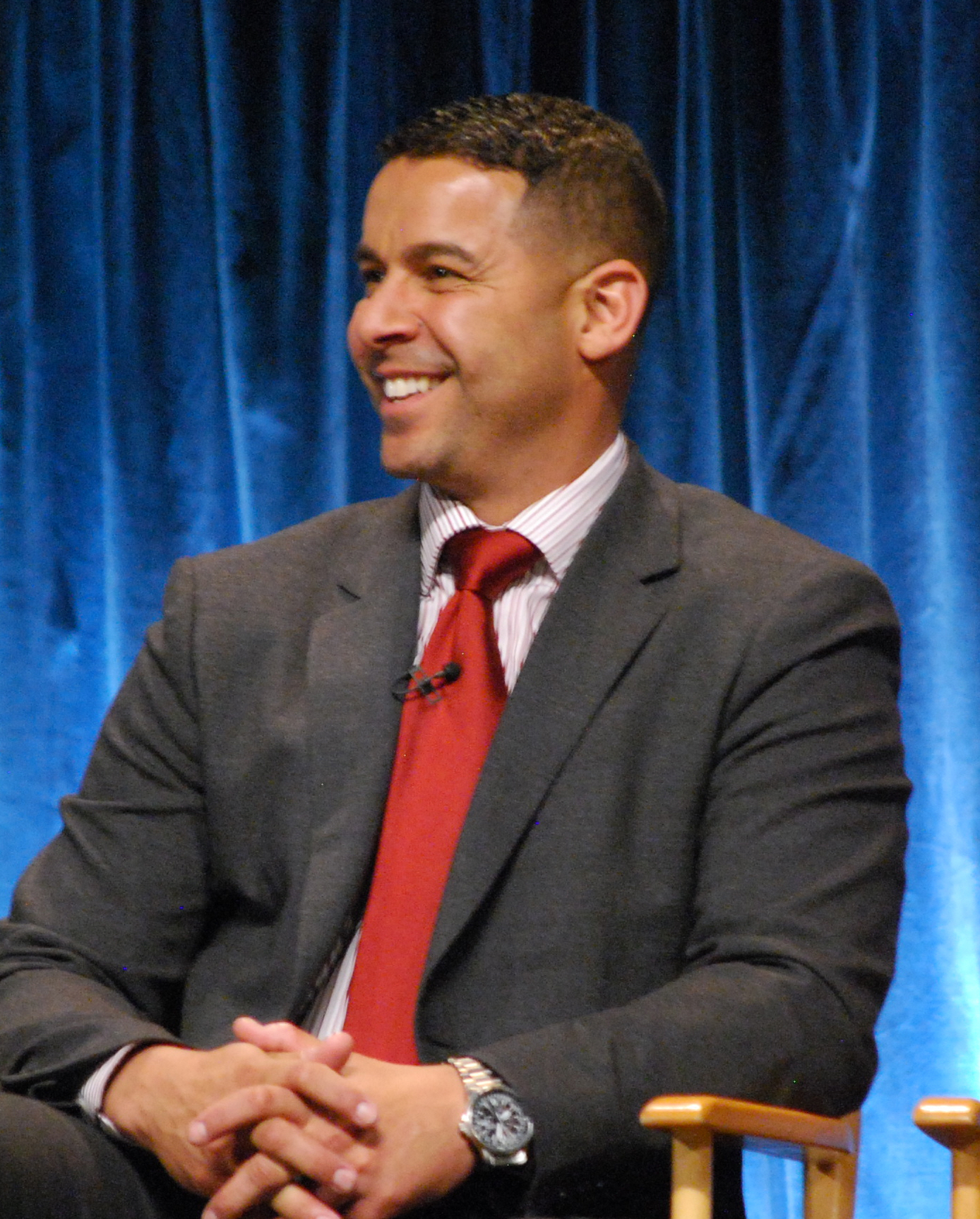
Jon Huertas interpreta Javier Esposito
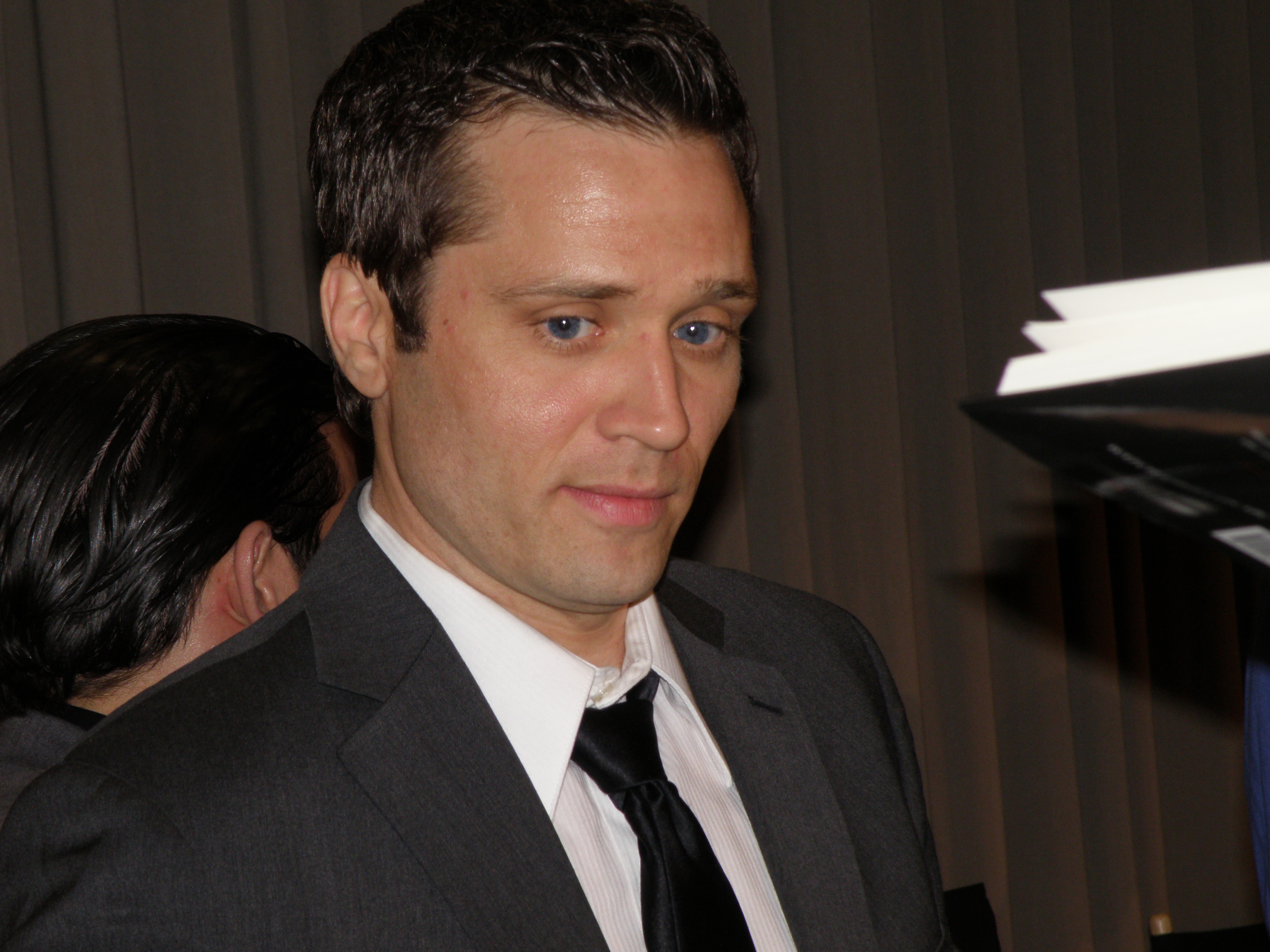
Seamus Dever interpreta Kevin Ryan
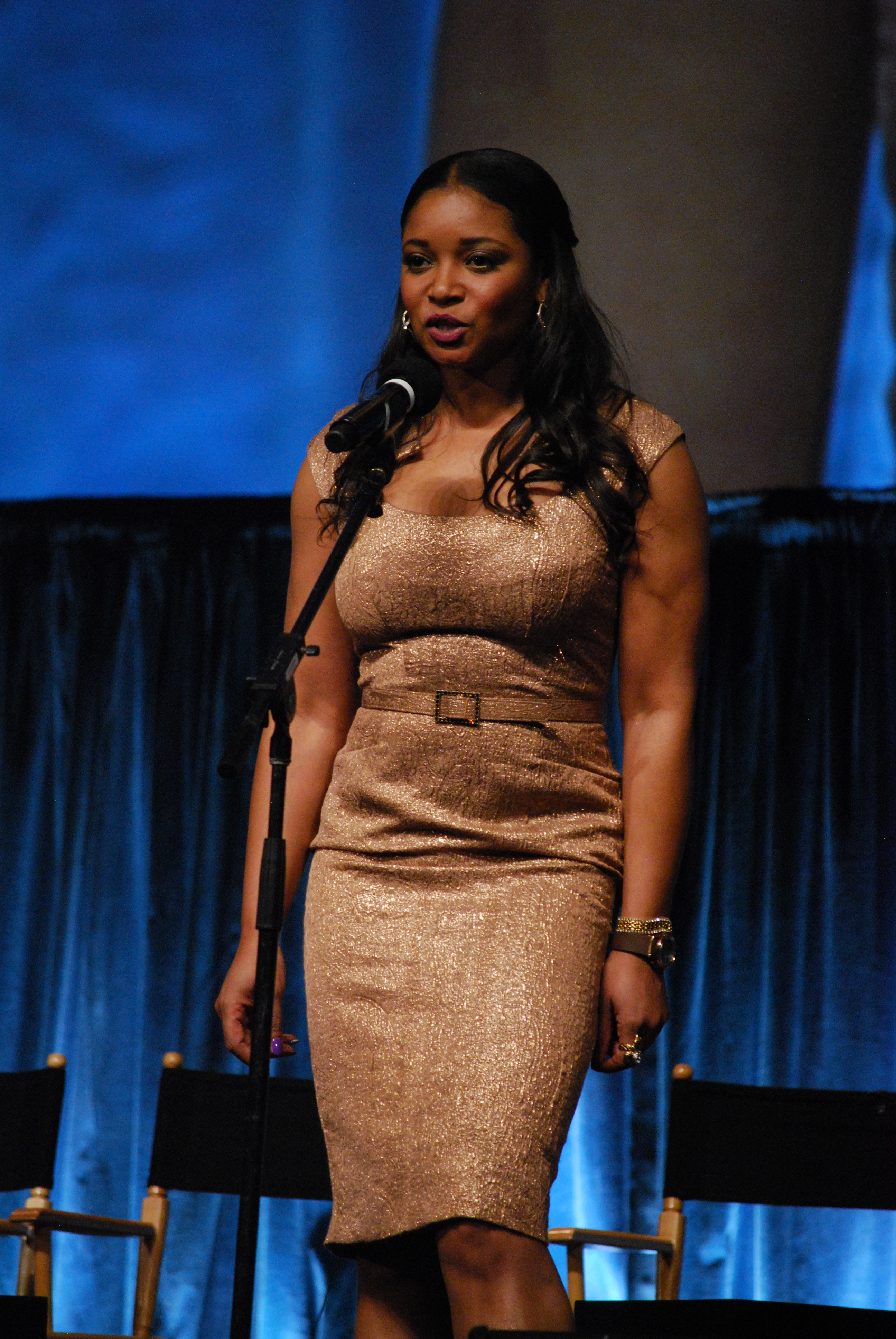
Tamala Jones interpreta Lanie Parish
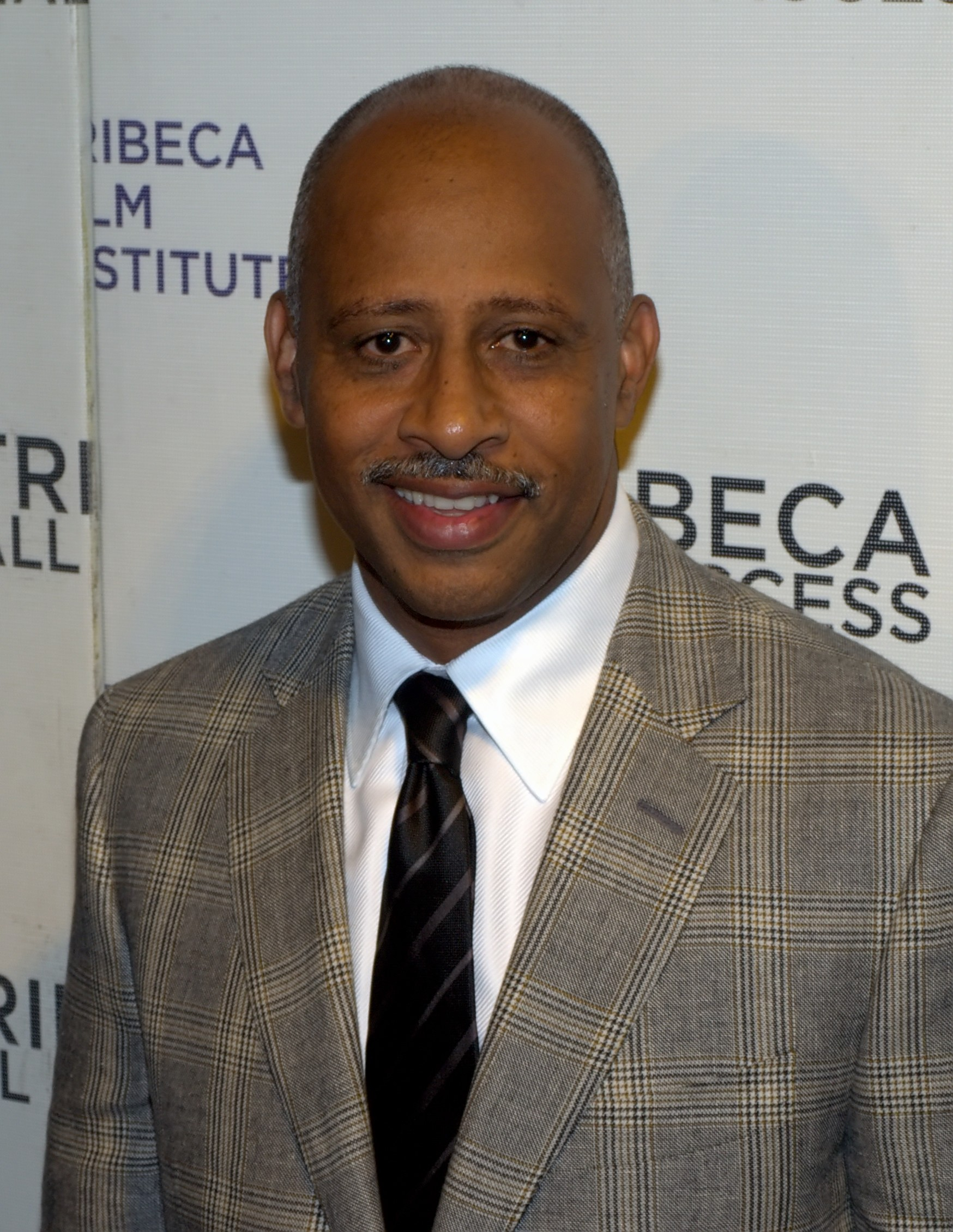
Ruben Santiago-Hudson interpreta Roy Montgomery
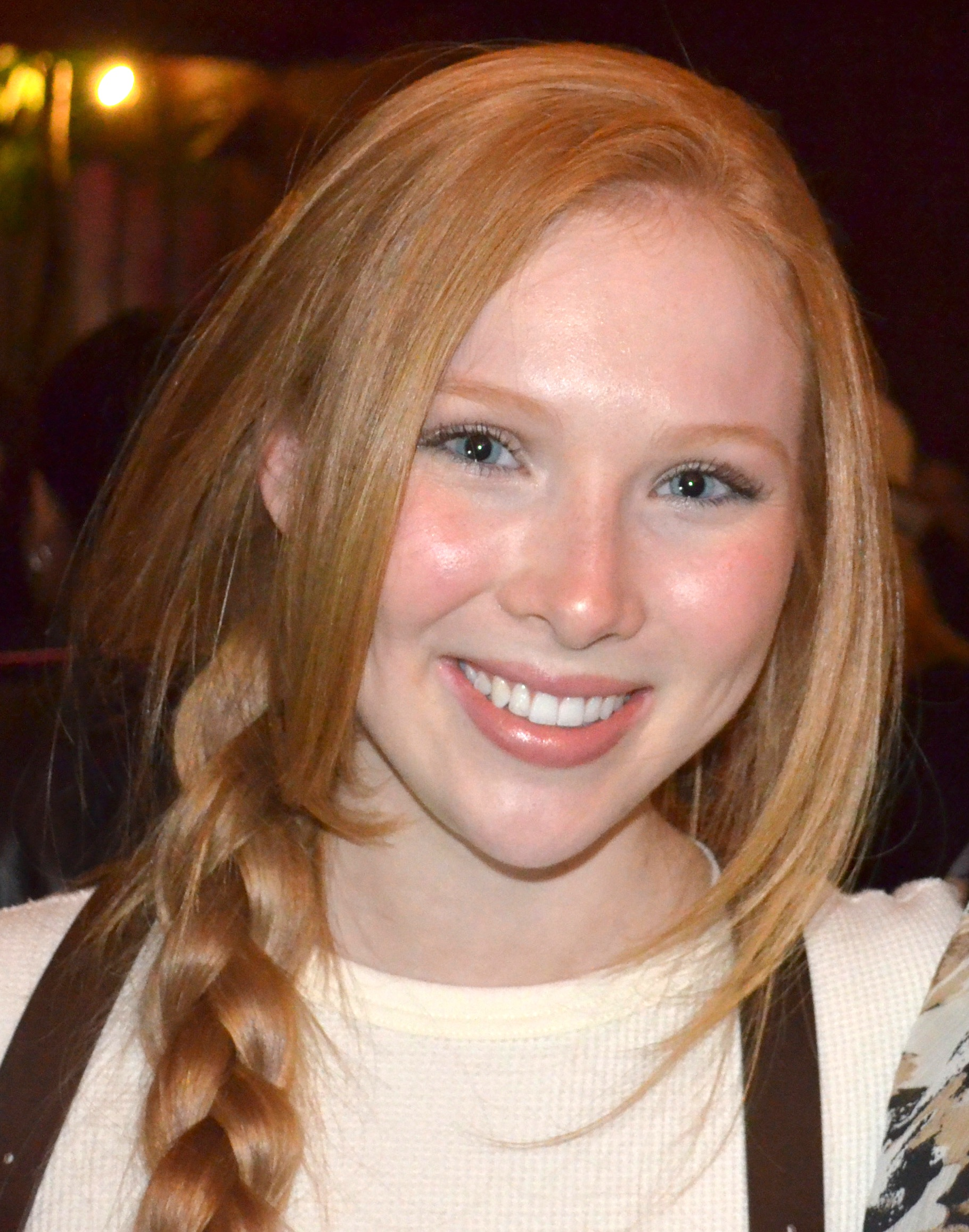
Molly Quinn interpreta Alexis Castle
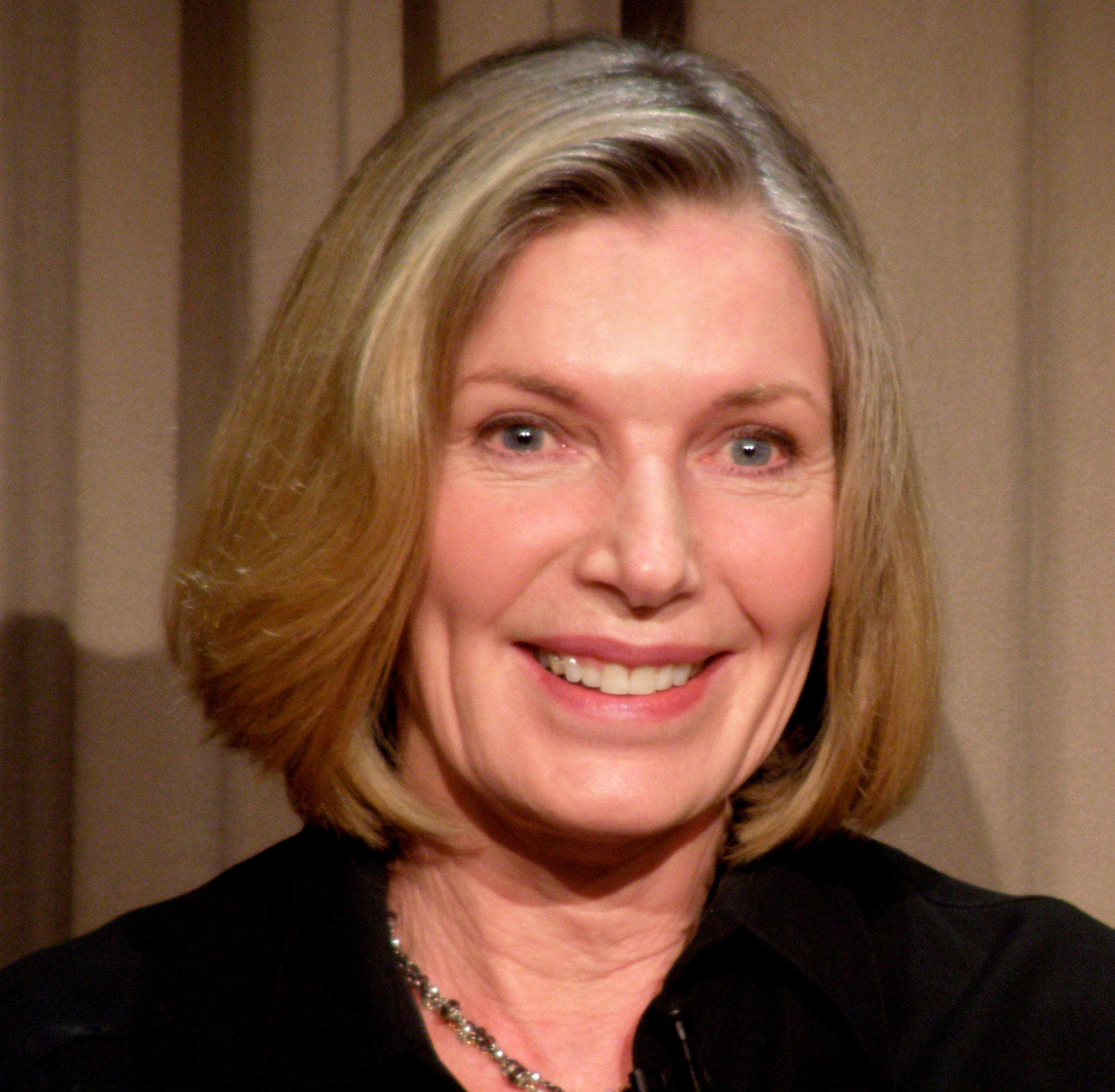
Susan Sullivan interpreta Martha Rodgers
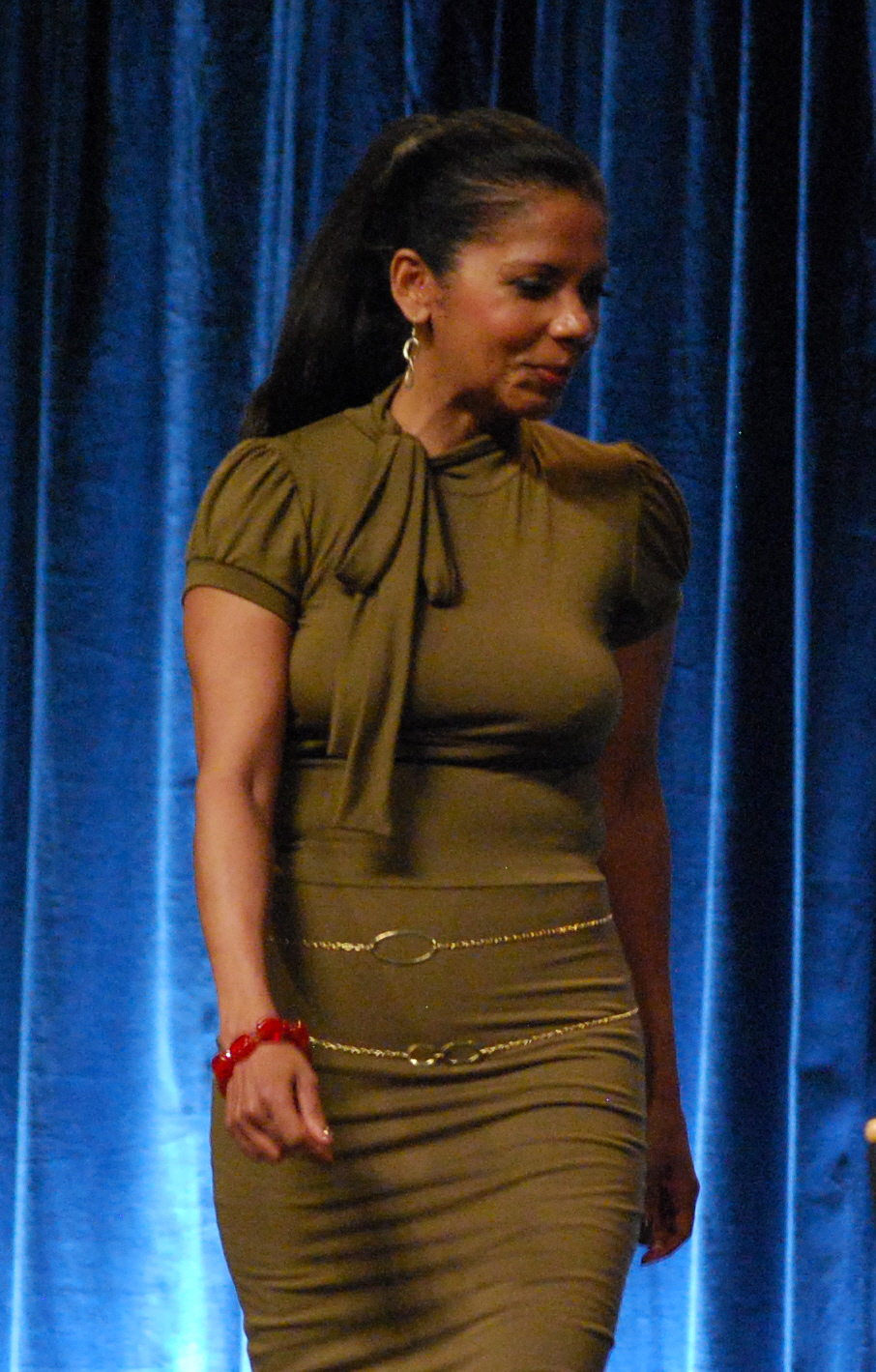
Penny Johnson Jerald interpreta Victoria Gates
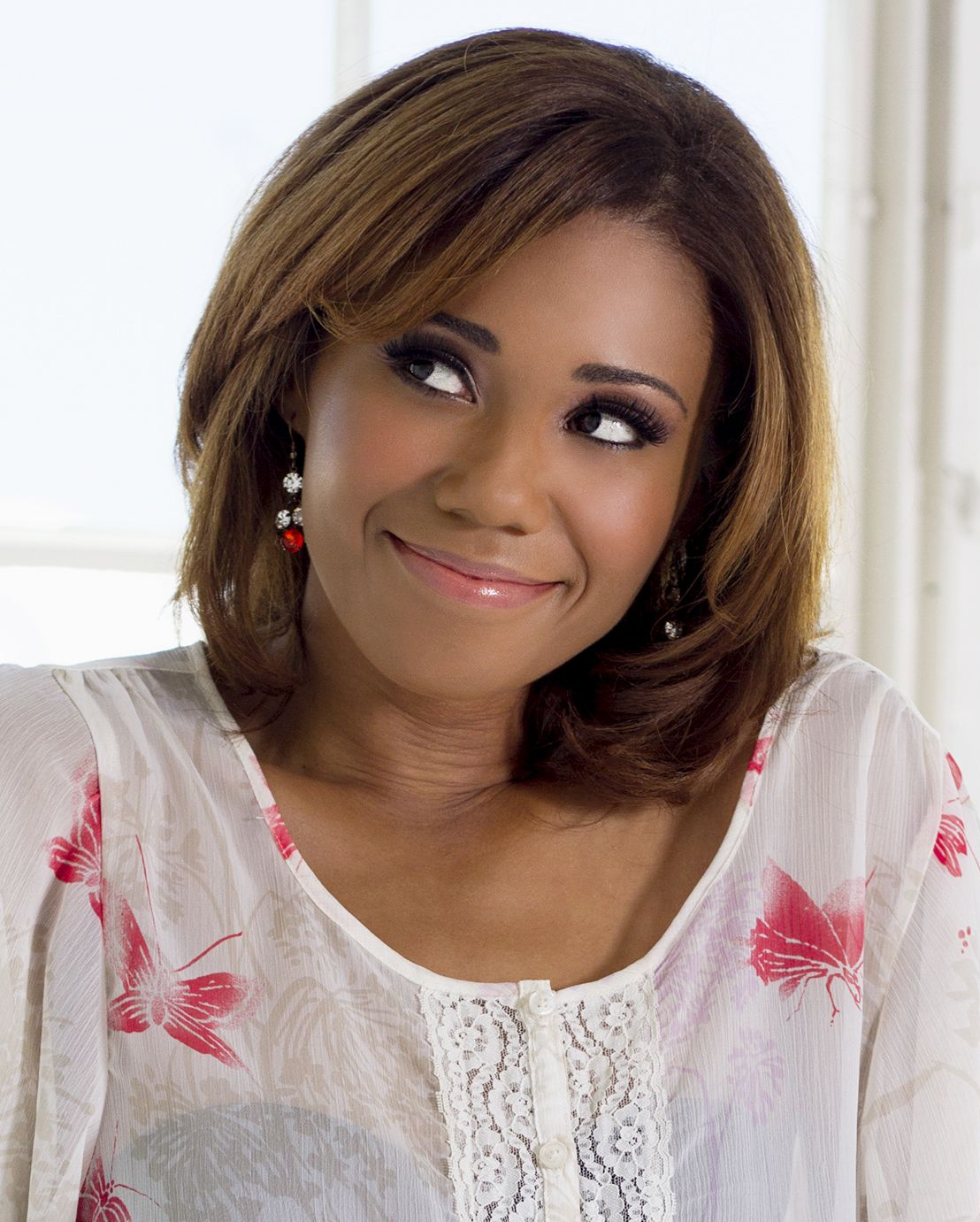
Toks Olagundoye interpreta Hayley Shipton

### Personaggi secondari
- Jackson Hunt (stagioni 5-6), interpretato da James Brolin, doppiato da Elio Zamuto.
Incontrandolo in circostanze drammatiche, Castle scopre che si tratta di suo padre nonché di un agente operativo dei servizi segreti e che, pur evitando di rivelarsi per non esporlo a ritorsioni, ne ha seguito da lontano la vita e la carriera. Incontrò Martha dopo la fine di una missione trascorrendo una notte d'amore ma quando venne richiamato per una missione lasciò la donna per poi scoprire un anno dopo il suo ritorno che aveva avuto un figlio. Era lui lo sconosciuto che a dieci anni, fingendo un incontro casuale, gli regalò il romanzo Casino Royale alla cui lettura attribuisce la spinta a diventare scrittore, e in seguito sfruttò i suoi contatti per facilitargli l'accesso agli ambienti della CIA.
- Gina Cowell (stagioni 1-3), interpretata da Monet Mazur.
È l'editore di Richard Castle, nonché la sua seconda ex moglie.
- Jim Beckett (stagioni 1-8), interpretato da Scott Paulin, doppiato da Gino La Monica.
È il padre di Kate Beckett. Dopo la tragica morte della moglie, assassinata per motivi ignoti, ha sempre fatto ciò che poteva per rimanere vicino alla figlia Kate. Padre e figlia sono l'unica famiglia rimasta l'uno per l'atro, infatti nonostante la tragedia che ha sconvolto la loro vita serena, sono davvero molto uniti. Conoscendo il carattere tanto ostinato e volitivo della figlia e sapendo quanto lei voglia avere assolutamente delle risposte sull'uccisione della madre, pur continuando a supportarla, teme sempre per la sua vita non volendo perdere anche lei e per questo motivo chiede spesso a Castle di vegliare su di lei e di proteggerla.
- Sidney Perlmutter (stagioni 2-8), interpretato da Arye Gross, doppiato da Marco Mete.
È un medico legale che assiste Beckett in alcuni casi. Non gradisce l'intromissione di Castle nei casi.
- Jenny O'Malley-Ryan (stagioni 2-8), interpretata da Juliana Dever.
È la fidanzata del detective Ryan. I due in seguito si sposeranno e avranno due figli, Sara Grace e Nicholas Javier Ryan.
- Tom Demming (stagione 2), interpretato da Michael Trucco, doppiato da Francesco Pezzulli.
È un detective che si occupa di furti e rapine, che conosce inizialmente Beckett e Castle collaborando a un caso. Successivamente si fidanzerà brevemente con Kate.
- Mike Royce (stagione 3), interpretato da Jason Beghe, doppiato da Pasquale Anselmo.
È stato l'addestratore di Beckett quando lei frequentava l'accademia di polizia. Viene ucciso da Russell Ganz.
- Hal Lockwood (stagione 3), interpretato da Max Martini, doppiato da Luca Ward.
È un killer professionista al soldo del Senatore William Bracken. Verrà ucciso da Roy Montgomery, non prima di avere ferito mortalmente il poliziotto.
- Vulcan Simmons (stagioni 3 e 6), interpretato da Jonathan Adams, doppiato da Paolo Marchese.
È uno spacciatore di droga a Washington Heights. È una delle persone coinvolte nella morte di Johanna Beckett. Verrà ucciso da uomini assoldati da Bracken.
- Josh Davidson (stagioni 3-4), interpretato da Victor Webster.
È un cardiochirurgo che ha avuto in passato una relazione con Beckett. I due si lasciano dopo che Kate viene ferita.
- Jerry Tyson (stagioni 3-7), interpretato da Michael Mosley, doppiato da Alessandro Quarta.
È un serial killer che torna a terrorizzare la città di New York. Psicotico, perverso, manipolatore e molto sadico, si diverte a provocare e a giocare psicologicamente con la squadra di Kate, ma soprattutto con Castle, di cui probabilmente è ossessionato e contro il quale ha un conto aperto. In seguito si scopre che ha un complice, la dottoressa Kelly Nieman, con cui tenterà di uccidere Beckett. Verrà a sua volta ucciso da Esposito, durante un piano architettato da Castle, Esposito e Ryan per salvare Beckett da Tyson e Nieman.
- Carver Burke (stagione 4), interpretato da Michael Dorn, doppiato da Raffaele Palmieri.
È lo psichiatra di Beckett, che la aiuta a superare la sua situazione e anche trattare con le sue varie emozioni nascoste.
- Michael Smith (stagione 4-8), interpretato da Geoff Pierson, doppiato da Gianni Giuliano.
È un facoltoso e ricco avvocato e un grande e vecchio amico di Roy Montgomery. Alla morte di quest'ultimo riceve il dossier contenente i documenti che incastrerebbe l'assassino della madre di Kate. Avendo un debito con l'amico defunto, si impegna a mantenere la promessa di proteggere Kate e la sua squadra da Braken usando il dossier contro di lui, ma per garantire la stabilità del patto con il senatore, Smith convince Castle a tenere Beckett lontana dalle indagini anche a costo di mentirle. Quando il Senatore Bracken scoprirà che ha il dossier con le prove per incriminarlo manderà un killer per torturarlo e farsi rivelare l'ubicazione dei documenti. Sopravvissuto alle torture, simulerà la propria morte nell'ospedale per sfuggire ad altri attentati. Torna in una puntata dell'ottava stagione quando contatterà Castle per dargli un suggerimento sulle indagini che sta facendo Kate.
- William H. Bracken (stagione 5-8), interpretato da Jack Coleman, doppiato da Angelo Maggi.
È un potente e rispettato senatore, nonché colui che in origine ha commissionato l'omicidio della madre di Beckett e di chiunque minacciasse la sua scalata al potere. Ha costruito la sua fortuna e la sua influenza usando i soldi dei ricatti che Montgomery e altri tre poliziotti avevano estorto alla mafia newyorkese. La sua campagna elettorale è fondata su una montagna di complotti, frode, denaro sporco e di sangue, in quanto si scopre responsabile di diverse uccisioni, tra cui appunto quelle della madre di Kate, le sue colleghe, i poliziotti corrotti amici di Montgomery ed anche di quest'ultimo. Nonostante sia in assoluto la sua più grande nemica e rivale e sia chiaro che è deciso ad eliminarla, è abbastanza implicito che Bracken provi silenziosamente una sincera stima e una qualche forma di rispetto verso Kate, riconoscendo il suo coraggio. Questo avviene in particolare dopo che Kate, nonostante l'odio per lui, non esita a salvarlo da un attentato. Lo stesso senatore, riconoscente, a sua volta salverà Kate da morte certa saldando il suo debito con lei e dimostrando di essere un uomo di parola. Alla fine della sesta stagione i suoi numerosi crimini vengono confermati ed esposti facendolo arrestare finalmente da Kate e, in seguito, trova la morte in prigione nell'ottava stagione.
- Tory Ellis (stagione 5-8), interpretata da Maya Stojan.
Agente del NYPD esperta di tecnologia inizialmente innominata che diviene poi un personaggio ricorrente rivelando di chiamarsi Tory Ellis e collaborando sempre più di frequente alle indagini dei protagonisti come membro del team di Kate Beckett.
- Kelly Nieman (stagioni 6-7), interpretata da Annie Wersching.
È una dottoressa di chirurgia estetica, collaboratrice e fidanzata di Jerry Tyson ossessionata dalla bellezza del viso di Kate. La rapisce per poter eseguire un trapianto facciale sul suo viso per cambiare identità. Viene uccisa da Beckett per difendersi.

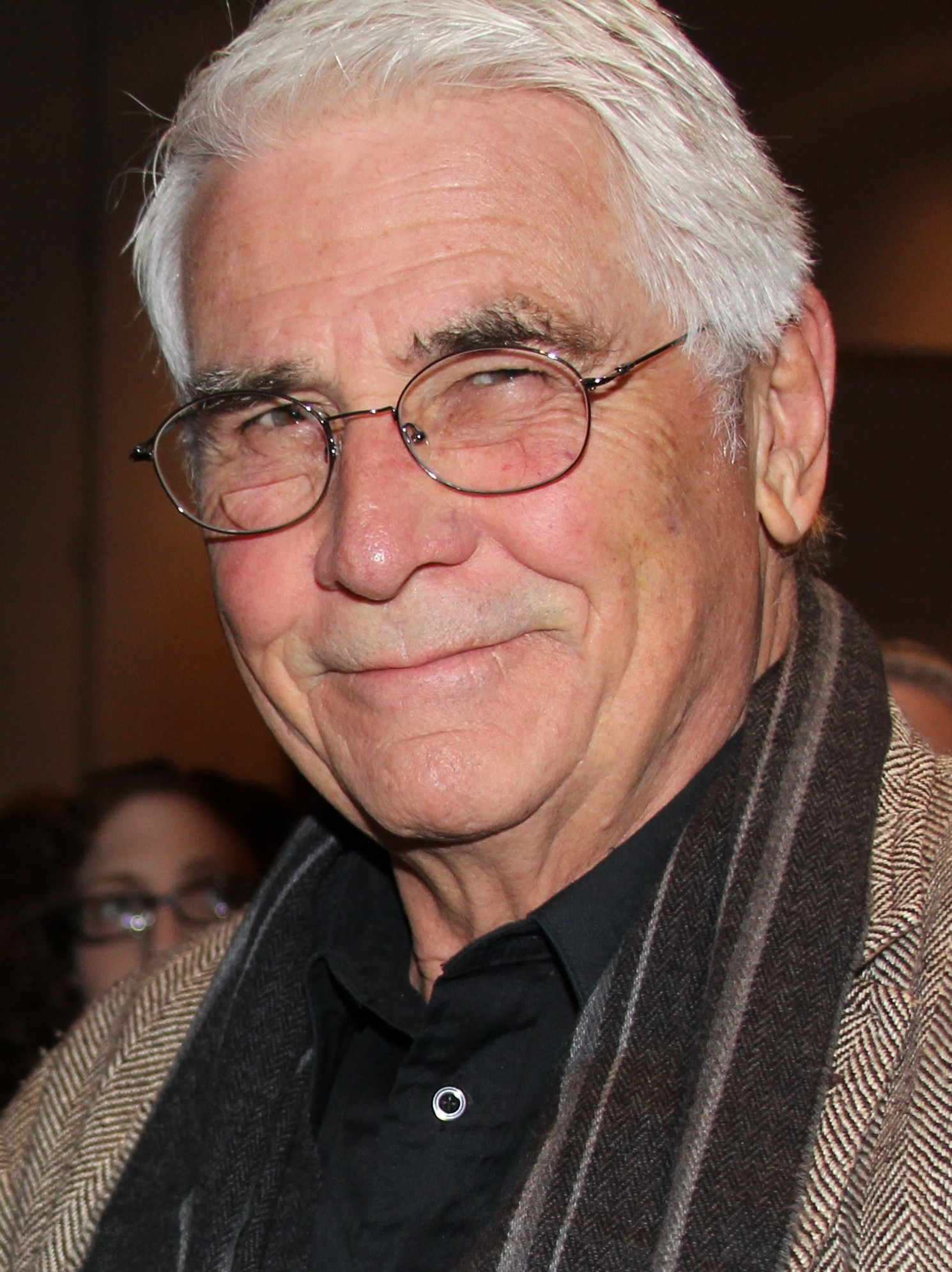
James Brolin interpreta Jackson Hunt
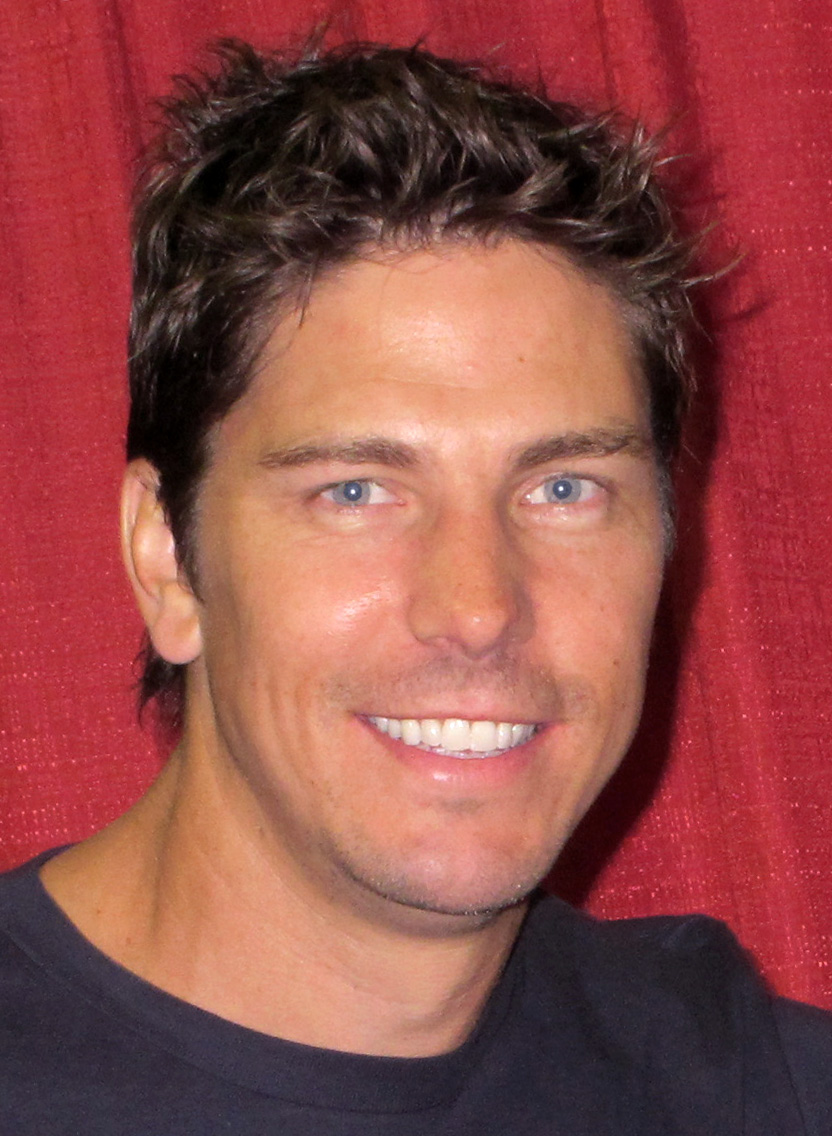
Michael Trucco interpreta Tom Demming
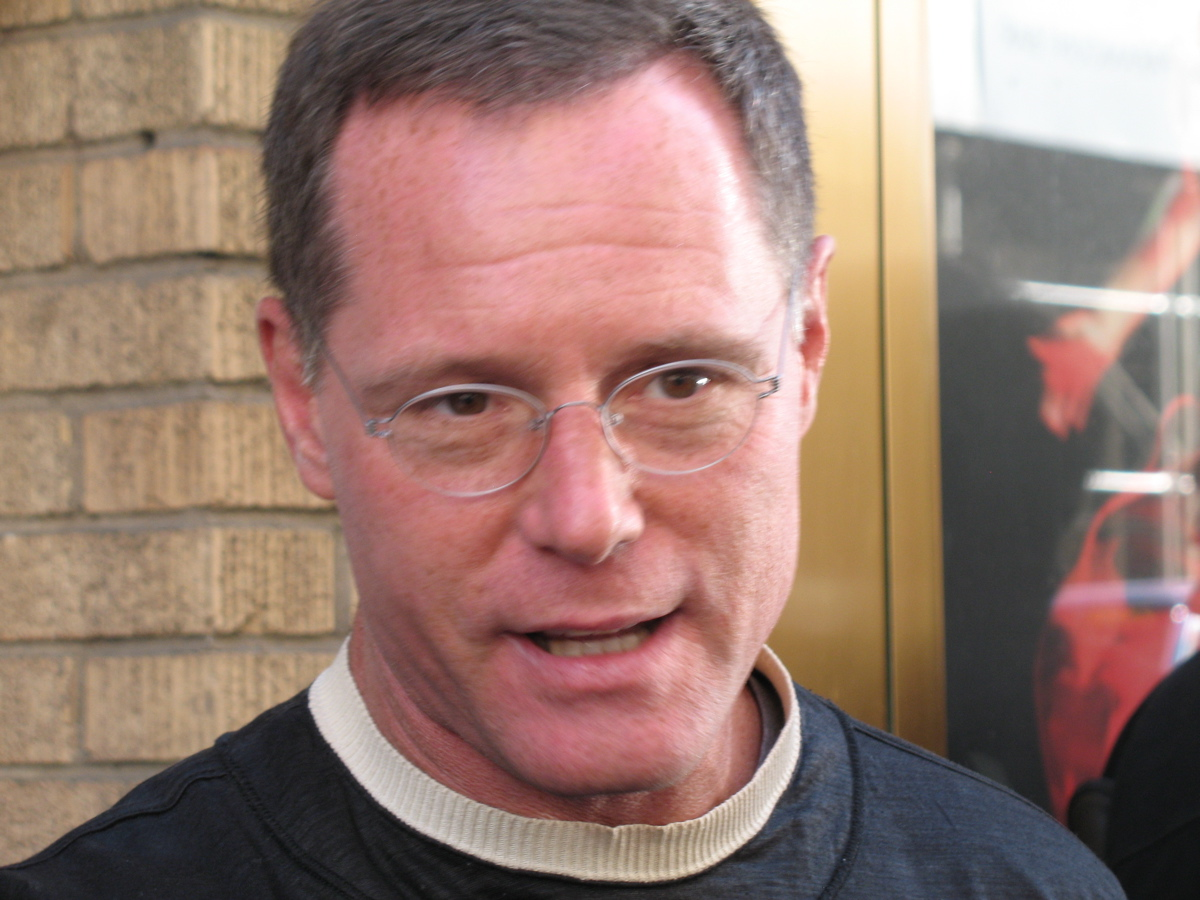
Jason Beghe interpreta Mike Royce
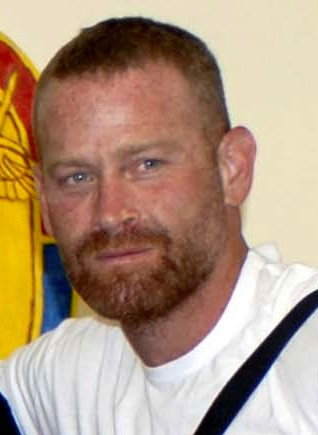
Max Martini interpreta Hal Lockwood
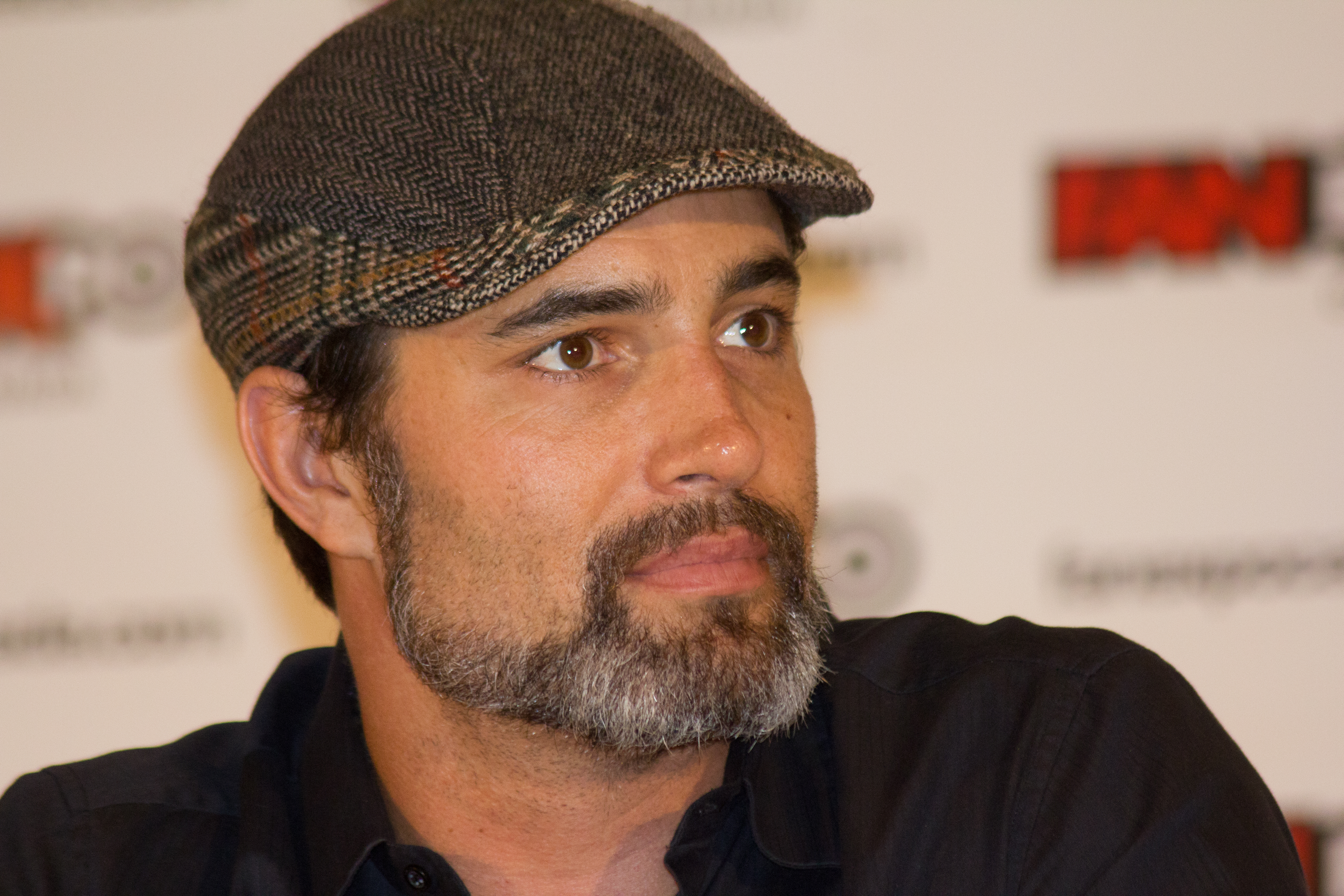
Victor Webster interpreta Josh Davidson
Michael Dorn interpreta Carver Burke
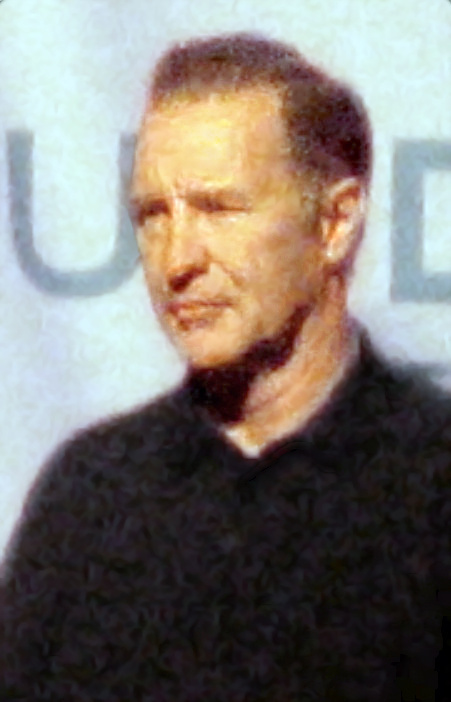
Geoff Pierson interpreta Michael Smith
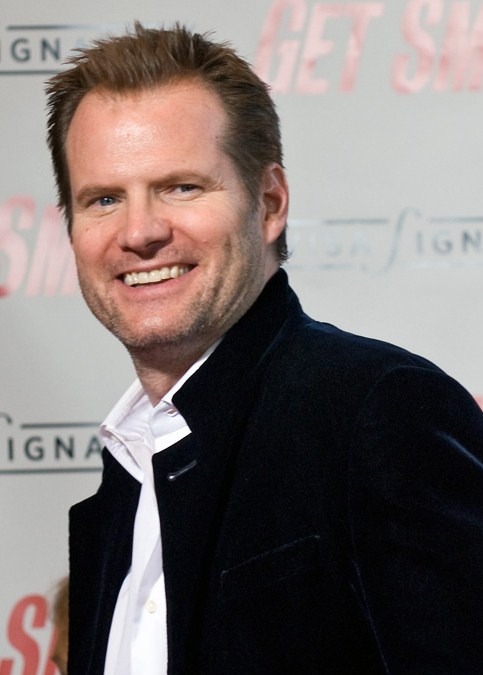
Jack Coleman interpreta William H. Bracken
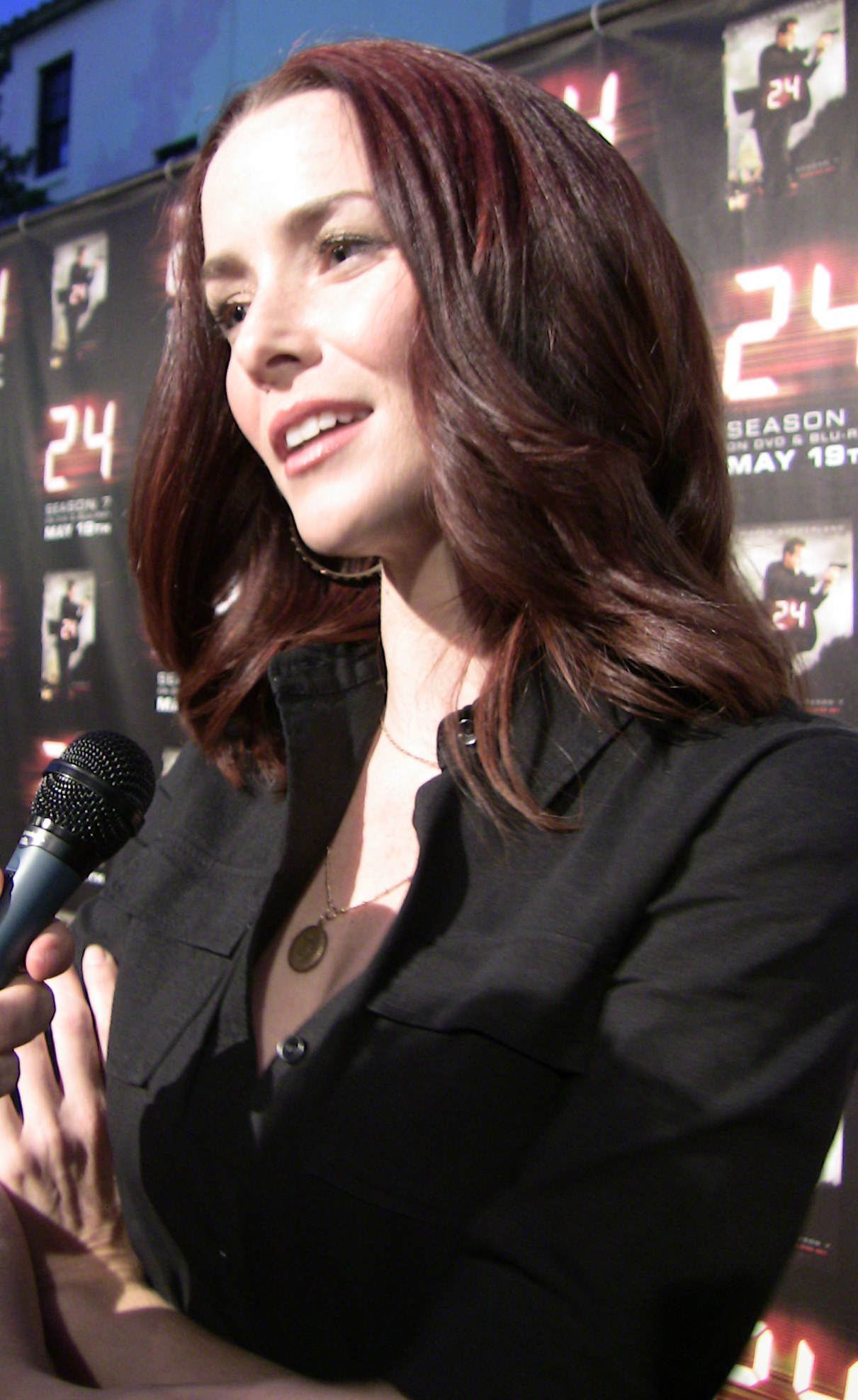
Annie Wersching interpreta Kelly Nieman

## Produzione
Come affermato dal protagonista Nathan Fillion in un'intervista spesso le riprese della serie (che iniziano ogni anno intorno al mese di luglio) si protraggono fino a 14 ore al giorno, e capita che si lavori sul set anche il sabato. Inoltre, nonostante la serie sia ambientata a New York, le riprese avvengono a Los Angeles; lo stesso Fillion si è meravigliato di quanti luoghi della città californiana siano simili alla grande mela. A New York è stato girato, nel 2009, solamente l'episodio pilota della serie.
Dopo i dieci episodi della prima stagione la serie è stata confermata per una seconda stagione di tredici episodi, poi portata a 24 episodi. In seguito anche la terza e la quinta stagione, inizialmente composte da 22 e 23 episodi rispettivamente, hanno visto aumentare a 24 episodi la loro durata.
Il 18 aprile 2016 la ABC ha comunicato l'uscita dal cast di Stana Katic e Tamala Jones in vista dell'eventuale rinnovo per una nona stagione; nonostante ciò il 13 maggio 2016 la serie è stata ufficialmente cancellata.

## Altri media

### Romanzi
Heat Wave, lo pseudobiblion scritto dal protagonista Richard Castle nella finzione della prima stagione di Castle, è stato realmente pubblicato: i primi dieci capitoli sono stati resi disponibili sul sito web della ABC, mentre sul mercato è stato distribuito il romanzo completo, che ha raggiunto il sesto posto della classifica "New York Times Best Seller List" del The New York Times.
La stessa operazione è stata fatta per il suo secondo pseudobiblion, Naked Heat, i cui primi capitoli sono stati pubblicati sul sito del network ed è poi stato distribuito sul mercato statunitense il 28 settembre 2010.
Il 20 settembre 2011 è uscito negli Stati Uniti il terzo pseudobiblion di Richard Castle, Heat Rises; il romanzo ha debuttato il 9 ottobre successivo al primo posto della "New York Times Best Seller List" e al quinto posto della classifica "Best-Selling Books" di USA Today.
Il 18 settembre 2012 è stato pubblicato negli Stati Uniti il quarto pseudobiblion improntato sulla serie televisiva, Frozen Heat, che ha esordito al settimo posto della "New York Times Best Seller List".
Tutti gli pseudobiblion di Richard Castle sono tradotti e pubblicati in Italia da Fazi Editore rispettivamente a marzo 2010 ("Heat Wave"), marzo 2011 ("Naked Heat"), aprile 2012 ("Heat Rises"), aprile 2013 ("Frozen Heat") e aprile 2014 ("Deadly Heat").

### Graphic Novel
Nel maggio 2011 la ABC ha siglato una partnership con la Marvel Comics per la realizzazione di un romanzo a fumetti incentrato sulle avventure di Derrick Storm, ovvero il primo protagonista degli pseudobiblion di Richard Castle. Da questo accordo è nata Deadly Storm, una graphic novel scritta da Brian Michael Bendis (già sceneggiatore dei Nuovi Vendicatori e di Ultimate Spider-Man) e Kelly Sue DeConnick (Capitan America). Il romanzo a fumetti è stato presentato durante il San Diego Comic-Con International 2011, e pubblicato da Marvel Comics il 28 settembre 2011. In Italia è stato pubblicato da Panini Comics con il titolo di Tempesta mortale.

### Videogioco
Nel 2014 la GameMill Entertainment ha pubblicato il videogioco Castle - Never Judge a Book by Its Cover, che vede la coppia Castle-Beckett indagare per fermare un serial killer.

### Internet
Nell'aprile 2011 la ABC aveva lanciato il sito web richardcastle.net. Nel sito era possibile seguire costantemente le avventure di Richard Castle, trovare la bibliografia completa delle sue opere, nonché una sezione apposita dove si poteva dialogare direttamente con lo scrittore.